# 葉維昌
葉維昌（英語：Jason Yip， 1981年1月13日—），香港智庫MWYO青年辦公室營運總監，曾任紅十字國際委員會區域主管，負責中國、馬來西亞及新加坡的事務。曾經代表紅十字國際委員會派駐瑞士日內瓦、巴勒斯坦、阿富汗和緬甸等地，以實施相關的人道求援工作。
葉維昌畢業於香港大學工商管理學士學位，其後獲得日本政府獎學金，於日本早稻田大學進修並取得國際關係碩士學位。2018年，他獲香港特區政府頒授榮譽勳章，及被香港國際青年商會選為香港十大傑出青年。
現為MWYO青年辦公室營運總監，商業電台節目《國際線》嘉賓主持。

## 生平
葉維昌畢業於佛教善德英文中學、香港大學經濟及工商管理學院。他就讀香港大學二年級時，曾到肯尼亞貧民區協助當地貧窮家庭經商，當時的經歷啟發他之後從事人道工作的夢想。2004年於港大畢業後，葉維昌加入投資銀行高盛集團成為分析員，四年之後，加入紅十字國際委員會（ICRC）。當年為了加入ICRC，他先到日本早稻田大學修讀國際關係，再前往法國留學，希望提升法語水平。從2011年開始，葉維昌成為紅十字國際委員會唯一駐外香港人，足迹遍布敘利亞、緬甸、阿富汗、約旦等地。
這些年間，他在中東地區見證了「阿拉伯之春」、在塔利班武裝份子手上營救33名阿富汗師生、亦曾在緬甸協助處理羅興亞難民危機。 他其後被派駐瑞士日內瓦工作，專責與《日內瓦公約》成員國開展有關人道外交、支援及動員的工作。
2018年葉維昌被選為「香港十大傑出青年」，當年與他一同獲選的有「牛下女車神」李慧詩等人。2021年獲Hong Kong Tatler 選為Asia’s Most Influential HK。在2019他辭去紅十字國際委員會區域市場主管一職，加入本地實踐型智庫「MWYO青年辦公室」。